# Gnesta kommun
Gnesta kommun är en kommun i Södermanlands län. Centralort är Gnesta.
Landskapet präglas av öst–västliga förkastningslinjer, inklusive en som går genom centralorten där bebyggelsen klättrar längs den delvis skogklädda sluttningen i söder. Öster om Vårdinge påverkas vegetationen av kalkrik berggrund och där bryts också marmor. 
Kommunen utmärks av en framträdande småföretagsnärvaro, med företag som Powerbox AB och Rekal Svenska AB i centralorten. Flerparten av småföretagen verkar huvudsakligen inom tjänstesektorn. 
Sedan kommunen bildades 1992 har befolkningstrenden varit positiv.  
Socialdemokraterna har varit det största partiet i samtliga val förutom 2014, då de och Moderaterna blev lika stora. Dessa två partier har koalitionsstyrt kommunen sedan 2014.

## Administrativ historik
Kommunens område motsvarar socknarna: Björnlunda, Dillnäs, Frustuna, Gryt, Gåsinge, Kattnäs och  Torsåker. I dessa socknar bildades vid kommunreformen 1862 landskommuner med motsvarande namn. 
I området inrättades 13 augusti 1883 Gnesta municipalsamhälle i Frustuna landskommun. 
1941 bildades Gåsinge-Dillnäs landskommun av Gåsinge och Dillnäs landskommuner.
Vid kommunreformen 1952 bildades storkommunerna Daga (av de tidigare kommunerna Björnlunda, Gryt och Gåsinge-Dillnäs), Gnesta (av Frustuna och Kattnäs) samt Tystberga (av Bogsta, Bälinge, Lästringe, Sättersta, Torsåker och Tystberga).
Gnesta köping bildades 1955 genom ombildning av Gnesta landskommun, samtidigt upplöstes municipalsamhället.
Gnesta kommun bildades vid kommunreformen 1971 av Gnesta köping. 1974 uppgick kommunen i Nyköpings kommun. 1992 återbildades Gnesta kommun genom en utbrytning av de områden som bildat den tidigare kommunen samt Daga kommun.
Den 1 januari 1992 överfördes ett område med 122 personer till Gnesta kommun och Frustuna-Kattnäs församling från Nyköpings kommun och Lästringe församling. Detta område motsvarade den tidigare Torsåkers församling, som varit en del av Tystberga kommun fram till 1971.
Kommunen ingår sedan bildandet i Nyköpings tingsrätts domsaga.

## Geografi

### Topografi och hydrografi
Landskapet genomsyras av öst–västliga förkastningslinjer, inklusive en som passerar genom centralorten där bebyggelsen klättrar längs den delvis skogklädda sluttningen i söder. En annan berggrundsriktning, nordnordväst–sydsydöst, blir tydlig efter Sillensänkan. Granit dominerar berggrunden mellan Sillen och Frösjön, medan gnejs dominerar i övrigt. Öster om Vårdinge finns ett område med kalkrik berggrund som påverkar vegetationen, och här bryts också marmor. Området med delvis förkastningspräglade branta sluttningar på höjderna är ofta moränklädda skogspartier, medan de lägre områdena består av öppna ytor i de finkorniga sedimenten. Platser som Nystugan, Vårdinge och Långbro visar avsättningar av isälvsmaterial.
Nedan presenteras andelen av den totala ytan 2020 i kommunen jämfört med riket.
|  | Bebyggelse (4,8 %) |

|  | Skog (66,4 %) |

|  | Öppen myrmark (1,3 %) |

|  | Jordbruksmark (19,9 %) |

|  | Övrig mark (7,5 %) |

|  | Bebyggelse (3,1 %) |

|  | Skog (68,0 %) |

|  | Öppen myrmark (7,2 %) |

|  | Jordbruksmark (7,4 %) |

|  | Övrig mark (14,3 %) |

### Naturskydd
År 2024 fanns 22 naturreservat i Gnesta kommun. Ungefär 2,6 procent (2,6 procent av landytan) av Gnesta kommuns areal hade år 2019 skydd i form av naturreservat, naturvårdsområden, naturminnen och biotopskydd. Detta motsvarade 1 394 hektar.

### Administrativ indelning
Fram till 2016 var kommunen för befolkningsrapportering indelad i Daga församling och Frustuna församling.

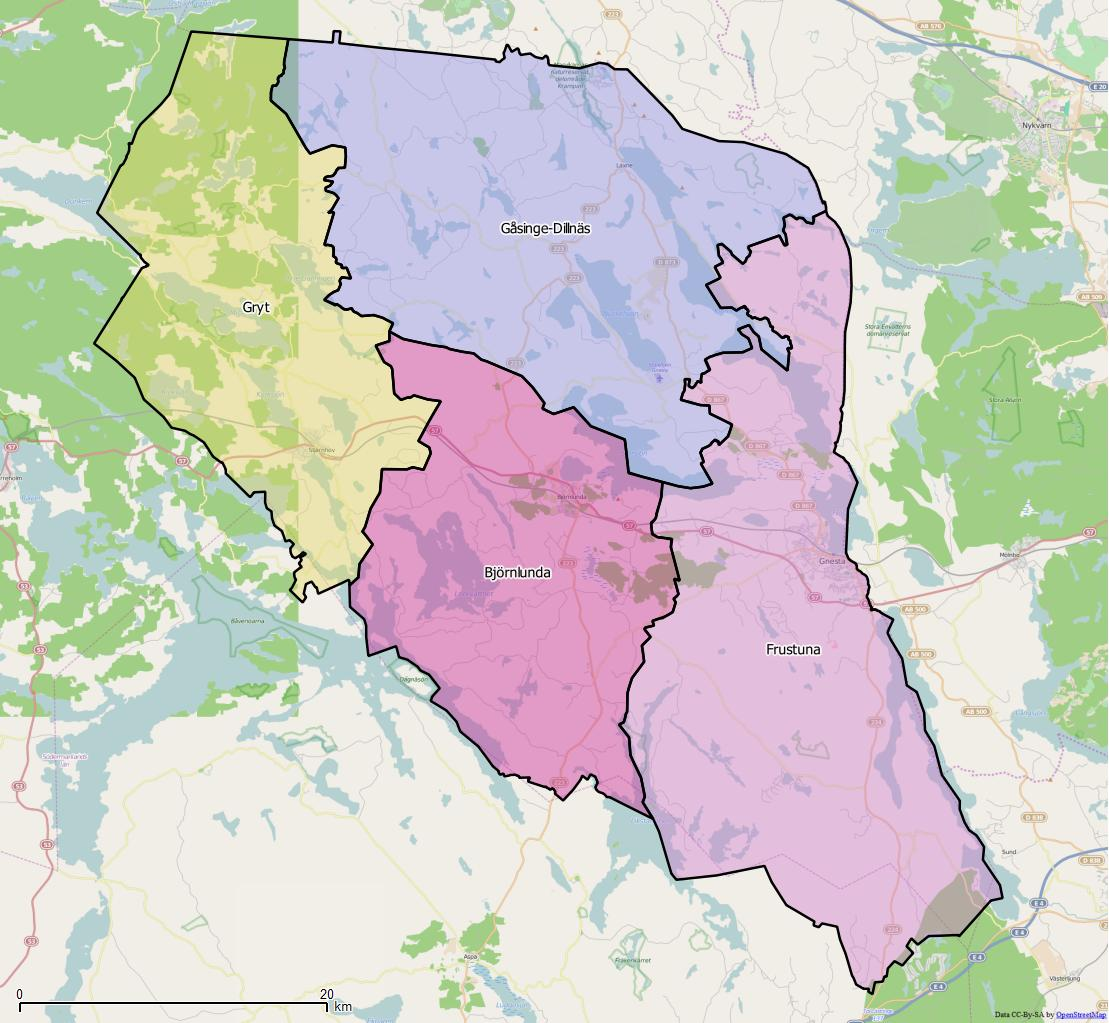
Distrikt inom Gnesta kommun

Från 2016 indelas kommunen istället i fyra  distrikt: Björnlunda, Frustuna, Gryt och Gåsinge-Dillnäs.

### Tätorter
Vid tätortsavgränsningen av Statistiska centralbyrån den 31 december 2015 fanns det tre tätorter i Gnesta kommun.
| Nr | Tätort     | Folkmängd |
| -- | ---------- | --------- |
| 1  | Gnesta     | 5 772     |
| 2  | Björnlunda | 838       |
| 3  | Stjärnhov  | 555       |

Centralorten är i fet stil.
Tätorten Gnesta var delad på två kommuner: Gnesta kommun (5 478 personer) och Södertälje kommun (84 personer).

## Styre och politik

### Styre
Under mandatperioden 1998–2002 styrdes kommunen av de fyra borgerliga partierna tillsammans med Miljöpartiet och Gnestapartiet. Efter valet 2002 styrdes kommunen först av en sorts koalition mellan de borgerliga partierna och Socialdemokraterna. År 2005 bröt partierna sitt samarbete och de borgerliga partierna slog sig samman med Vänsterdemokraterna, en utbrytarfalang från Vänsterpartiet. Vågmästarpartiet Miljöpartiet ställdes utanför samarbetena.
Kommunen styrdes mellan 2006 och 2010 av Moderaterna, Centerpartiet, Folkpartiet och Kristdemokraterna under den rikstäckande benämningen Alliansen. Oppositionen bestod av Socialdemokraterna, Miljöpartiet och Vänsterpartiet. Efter valet 2010 tog oppositionen makten medan den nya oppositionen bestod av Alliansen (Moderaterna, Centerpartiet, Folkpartiet och Kristdemokraterna) samt Sverigedemokraterna.
Mandatperioden 2014–2018 styrdes kommunen av Socialdemokraterna och Moderaterna, som tillsammans fick stöd av 57 procent av de röstande vid valet 2014. Oppositionen utgjordes av Centerpartiet, Miljöpartiet, Sverigedemokraterna, Vänsterpartiet och Liberalerna. Efter valet 2018 fortsatte Socialdemokraterna och Moderaterna styra, men i minoritet. Centerpartiet tog oppositionsrådsposten i samarbete med Liberalerna och de två partierna samarbetade kring budgeten. Övrig opposition var Vänsterpartiet, Miljöpartiet, Feministiskt initiativ och Sverigedemokraterna. Den sittande koalitionen bestående av Socialdemokraterna och Moderaterna fortsatte styra i minoritet efter valet 2022.

### Kommunfullmäktige

#### Presidium
| Presidium 2022–2026 | Presidium 2022–2026 | Presidium 2022–2026 |
| ------------------- | ------------------- | ------------------- |
| Ordförande          | M                   | Sven Anderson       |
| Vice ordförande     | C                   | Axel Bodin          |

#### Mandatfördelning 1991–2022
|  | 11 |  | 2 | 7 | 2 |  | 6 |

| 19 | 12 |

|  | 13 | 2 |  | 6 | 2 |  | 5 |

| 19 | 12 |

| 2 | 10 | 2 |  | 5 | 2 | 2 | 7 |

| 18 | 13 |

| 2 | 12 | 3 | 4 | 3 | 2 | 5 |

| 19 | 12 |

|  | 11 | 3 | 4 | 2 | 2 | 8 |

| 18 | 13 |

|  | 11 | 4 |  | 3 | 2 |  | 8 |

| 17 | 14 |

| 2 | 9 | 4 | 2 | 4 |  | 9 |

| 15 | 16 |

| 2 | 8 | 2 |  | 5 | 5 |  | 7 |

| 15 | 16 |

| 3 | 8 | 2 | 5 | 4 |  |  | 7 |

| 14 | 17 |

För valresultat äldre än 1991, se tidigare kommuntillhörighet; Nyköpings kommun#Politik.
Gnestapartiet var ett lokalt parti som bildades som en utbrytning ur Ny demokrati och dess framgångar i valet 1991 men bytte namn i samband med splittringarna inom moderpartiet. 
Vänsterdemokraterna var en utbrytarfalang från Vänsterpartiet. Bildat i mars 2004. Stod nära Vägval Vänster. Alla Vänsterpartiets kommunfullmäktigeledamöter i Gnesta lämnade moderpartiet och bildade ett nytt parti. De behöll sina platser i fullmäktige. Kort efter återbildades en lokal vänsterpartiavdelning i Gnesta. Först efter valet 2006 återkom Vänsterpartiet i de kommunala församlingarna.

### Nämnder

#### Kommunstyrelse
| Presidium 2022–2026    | Presidium 2022–2026 | Presidium 2022–2026 |
| ---------------------- | ------------------- | ------------------- |
| Ordförande             | S                   | Linda Lundin        |
| Förste vice ordförande | M                   | Anna Ekström        |
| Andre vice ordförande  | C                   | Håkan Ekstrand      |

#### Lista över kommunstyrelsens ordförande
- Henric Sörblad, Moderaterna, 2006–2010[14][15]
- Johan Rocklind, Socialdemokraterna, 2010–1 maj 2022[16][17]
- Linda Lundin, Socialdemokraterna, 1 maj 2022–[16][18]

Denna lista hämtas från Wikidata. Informationen kan ändras där.

### Valresultat 2022
| Parti                                | Parti                                | Röstfördelning | Röstfördelning | Röstfördelning | Röstfördelning | Mandatfördelning | Mandatfördelning |
| Parti                                | Parti                                | Antal          | Andel          | Antal +−       | Andel +−       | Antal            | +−               |
| ------------------------------------ | ------------------------------------ | -------------- | -------------- | -------------- | -------------- | ---------------- | ---------------- |
|                                      | Arbetarepartiet-Socialdemokraterna   | 1803           | 24,39          | -91            | -1,81          | 8                | ±0               |
|                                      | Moderaterna                          | 1685           | 22,79          | +17            | -0,28          | 7                | ±0               |
|                                      | Sverigedemokraterna                  | 1171           | 15,84          | +163           | +1,90          | 5                | ±0               |
|                                      | Centerpartiet                        | 884            | 11,96          | -282           | -4,17          | 4                | -1               |
|                                      | Vänsterpartiet                       | 722            | 9,77           | +227           | +2,92          | 3                | +1               |
|                                      | Miljöpartiet de gröna                | 582            | 7,87           | +86            | +1,01          | 2                | ±0               |
|                                      | Kristdemokraterna                    | 220            | 2,98           | +116           | +1,54          | 1                | +1               |
|                                      | Liberalerna (tidigare Folkpartiet)   | 187            | 2,53           | -35            | -0,54          | 1                | ±0               |
|                                      | Feministiskt initiativ               | 114            | 1,54           | -52            | -0,76          | 0                | -1               |
|                                      | Övriga anmälda partier               | 24             | 0,32           | +13            | +0,17          | 0                | 0                |
| Giltiga röster totalt                | Giltiga röster totalt                | 7 392          | 100,00         | +162           | —              | 31               | 0                |
| Ogiltiga röster - ej anmälda partier | Ogiltiga röster - ej anmälda partier | 1              | 0,01           | -29            | -0,40          |                  |                  |
| Ogiltiga röster - blanka             | Ogiltiga röster - blanka             | 109            | 1,45           | +5             | +0,04          |                  |                  |
| Ogiltiga röster - övriga             | Ogiltiga röster - övriga             | 3              | 0,04           | +2             | +0,03          |                  |                  |
| Valdeltagande                        | Valdeltagande                        | 7 505          | 83,46          | +140           | -2,36          |                  |                  |
| Röstberättigade                      | Röstberättigade                      | 8 992          | —              | +410           | —              |                  |                  |

Källa:
Partiers starkaste valdistrikt  2022: 
| Parti                            | Valdistrikt     | Valdistrikt | Kommun  |
| Parti                            | Starkaste       | Andel       | Andel   |
| -------------------------------- | --------------- | ----------- | ------- |
| S                                | Gnesta Centralt | 31,75 %     | 24,39 % |
| M                                | Dansut          | 29,36 %     | 22,79 % |
| SD                               | Gåsinge-Dillnäs | 22,76 %     | 15,84 % |
| C                                | Gåsinge-Dillnäs | 20,83 %     | 11,96 % |
| V                                | Gnesta Centralt | 13,68 %     | 9,77 %  |
| MP                               | Freja           | 12,76 %     | 7,87 %  |
| KD                               | Björnlunda      | 4,57 %      | 2,98 %  |
| L                                | Gryt            | 4,80 %      | 2,53 %  |
| FI                               | Freja           | 2,36 %      | 1,54 %  |
| Data hämtat från Valmyndigheten. |                 |             |         |

Exklusive uppsamlingsdistrikt. Partier som fått mer än en procent av rösterna i minst ett valdistrikt redovisas.

### Vänorter
- Saulkrasti, Lettland

## Ekonomi och infrastruktur

### Näringsliv
Kommunen kännetecknas av en framträdande närvaro av småföretag, där företag som Powerbox AB och Rekal Svenska AB, belägna i centralorten, i början av 2020-talet var betydande aktörer. Huvudsakligen verkade de flesta fåmansföretagen inom tjänstesektorn. Cirka sju procent av arbetsplatserna i kommunen var samtidigt inriktade på tillverkningsindustrin, medan fem procent var kopplade till jordbrukssektorn.

### Infrastruktur

#### Transporter
Kommunen traverseras av Västra stambanan samt riksväg 57. Länsväg 223 sträcker sig genom den centrala delen av kommunen, medan länsväg 224 löper genom den sydöstra delen.

## Befolkning

### Demografi

#### Befolkningsutveckling
Kommunen har 11 458 invånare (31 december 2024), vilket placerar den på 197:e plats avseende folkmängd bland Sveriges kommuner.
| Befolkningsutvecklingen i Gnesta kommun 1995–2020 | Befolkningsutvecklingen i Gnesta kommun 1995–2020 | Befolkningsutvecklingen i Gnesta kommun 1995–2020 | Befolkningsutvecklingen i Gnesta kommun 1995–2020 | Befolkningsutvecklingen i Gnesta kommun 1995–2020 |
| ------------------------------------------------- | ------------------------------------------------- | ------------------------------------------------- | ------------------------------------------------- | ------------------------------------------------- |
|                                                   |                                                   |                                                   |                                                   |                                                   |
| År                                                |                                                   |                                                   | Folkmängd                                         |                                                   |
| 1995                                              | 1995                                              |                                                   | 9 711                                             |                                                   |
| 2000                                              | 2000                                              |                                                   | 9 768                                             |                                                   |
| 2005                                              | 2005                                              |                                                   | 9 958                                             |                                                   |
| 2010                                              | 2010                                              |                                                   | 10 360                                            |                                                   |
| 2015                                              | 2015                                              |                                                   | 10 649                                            |                                                   |
| 2020                                              | 2020                                              |                                                   | 11 421                                            |                                                   |

## Kultur

### Kulturarv
Gnesta kommun är beläget i ett område som varit bebott sedan den tidiga stenåldern, och naturliga spår från denna period, som stenrösen, hällristningar och fornborgar, präglar fortfarande landskapet. Bland fornlämningar från 1800 f.Kr. kan nämnas stenyxor och från 500-talet e.Kr kan nämnas ett tiotal gravhögar. Dessutom utgör hembygdsgårdar, slott, kyrkor och andra historiska byggnader en viktig del av det  gemensamma kulturarvet. Som exempel på slott och herresäten i kommunen kan nämnas Elghammars slott, Södertuna slott, Heby slott och Norrtuna slott.

### Kommunvapen
Blasonering: I grönt fält en björk av guld.
1957 fastställdes ett vapen för Gnesta köping (av annat utförande). När nya Gnesta kommun bildades 1992 hade man arbetat fram ett helt nytt vapen byggt på ett motiv ur Daga häradssigill, som innehöll en björkkvist. Vapnet registrerades för den nya kommunen i PRV samma år. 
Den gamla landskommunen Daga hade för övrigt ett liknande vapen, även det baserat på samma motiv i häradssigillet. 

Gnesta köping (1957–1970) Gnesta kommun (1971–1973)
Daga landskommun (1952–1970) Daga kommun (1971–1973)
Tystberga landskommun (1957–1970)